# Богородицкое (Тамбовская область)
Богородицкое — село в Никифоровском районе Тамбовской области России. 
Входит в Екатерининский сельсовет.

## География
Расположено в 19 км к северо-востоку от райцентра, пгт Дмитриевка, и в 44 км к северо-западу от центра Тамбова.

## Население
| 2002 | 2010 |
| ---- | ---- |
| 306  | ↘249 |

Согласно результатам переписи 2002 года, в национальной структуре населения русские составляли 99 % от жителей.